# 더샵 지제역 센트럴파크
더샵 지제역 센트럴파크는 평택시에 있는 아파트 단지이다. 평택시 동삭동에 위치하고 있는 아파트 단지이다. 시공사는 포스코건설이다.

## 특징
평택시에 존재하는 고덕국제신도시의 위성도시로 개발을 시작했으며 평택 센트럴자이 다음으로 큰 아파트 단지이다. 지하 2층, 지상 1~27층의 규모를 가지고 있으며 동수는 총 60개동이 존재하고 세대수는 5078세대에 면적은 59㎡, 75㎡A, 75㎡B, 84㎡를 가지고 있다. 아파트 주변으론 대규모 상권이 자리잡고 있으며 평택지방법원이 근처에 있다. 1~3단지로 구성되어 있고 1단지와 2단지는 모산/영신지구, 3단지는 동삭지구에 분류된다. 단지의 근처에는 쌍용자동차 평택공장이 위치해 있으며 1단지와 2단지는 평택모산초등학교가 교육을 맡고 3단지는 동삭초등학교에서 교육을 맡는다. 지역난방과 열병합으로 난방을 하고 있다. 2단지에는 모산골평화공원과 골프장이 위치하고 있으며 3단지 후문에는 어린이집, 헬스장, 어린이 수영장, 게스트하우스, 독서실, 공원이 위치한다. 2018년에 아파트 건설이 시작되어 2019년에 건설이 완료되고 입주가 시작되었으며 평택지제역과 가까운 거리에 위치해 있다. 거기다 인근에는 평택 이마트점이 가까운 곳에 있어 이마트를 이용하기에도 편리한 조건을 갖추고 있다. 현재 더샵 지제역 센트럴파크 단지를 직접 지나가는 평택시의 시내버스로는 1-1번 버스와 6801번 버스가 있다.

## 같이 보기
- 평택시
- 지제역